# Федан, Всеволод Иванович
Всеволод Иванович Федан (род. 6 апреля 1930, поселок Соленое, теперь Солонянского района Днепропетровской области) — советский и партийный деятель, заведующий сельскохозяйственного отдела ЦК КПУ, министр совхозов УССР. Член ЦК КПУ в 1971—1976 г. Депутат Верховного Совета УССР 8-9-го созывов.

## Биография
Родился в семье ученого-агронома. Учился в средних школах поселков Васильевка, Розовка Запорожской области. В 1947 году окончил 9 классов Розовской средней школы № 1. В 1947—1948 годах учился на подготовительном отделении Мелитопольского института механизации сельского хозяйства.
В 1948—1953 годах — студент Мелитопольского института механизации сельского хозяйства.
Член КПСС с 1953 года.
В 1953 — декабре 1955 года — инженер-механик, заведующий ремонтными мастерскими, главный инженер, секретарь партийной организации Геленковской машинно-тракторной станции (МТС) Козовского района Тернопольской области.
В декабре 1955—1958 г. — директор Колодеевской МТС Скалатского района Тернопольской области. В 1958—1959 г. — директор Скалатской ремонтно-технической станции (РТС) Тернопольской области.
В 1959—1962 г. — председатель исполнительного комитета Вишневецкого районного совета депутатов трудящихся Тернопольской области, 1-й секретарь Вишневецкого районного комитета КПУ Тернопольской области. В 1962—1963 г. — начальник Збаражского производственного колхозно-совхозного управления Тернопольской области.
В 1963—1970 годах заместитель заведующего сельскохозяйственного отдела ЦК КПУ. В 1970—1975 годах заведующий сельскохозяйственного отдела ЦК КПУ.
В апреле — 4 июля 1975 годах министр совхозов Украинской ССР. Депутат Верховного Совета УССР 8-9-го созывов по Красноперекопскому округу Крымской области.
В июне 1975 — марте 1978 г. — председатель Запорожского областного объединения «Сельхозтехника».
В 1978—1983 г. — начальник Управления восстановления изношенных деталей Всесоюзного объединения «Сельхозтехника» в Москве. В 1983—1992 г. — начальник Главного управления ремонта Государственного комитета СССР по производственно-техническому обеспечению сельского хозяйства, Госагропрома СССР.
С 1992 г. — на пенсии. Руководил акционерными обществами «Солнцево-Кубань», «Фаграмашавтотрактор», совместным российско-украинским предприятием «Таврия Инвест» в Москве.
Потом переехал в Киев. Работал заместителем генерального директора Украинской Ассоциации аграрных инженеров.

## Награды
- четыре ордена Трудового Красного Знамени (1956,)
- ордена
- медали